# Jaumet del flabiol
Jaume Traveries i Riera (Sant Hilari Sacalm, 1871-1955), més conegut com a Jaumet del flabiol fou un personatge popular de Sant Hilari Sacalm. Va néixer al Mas Claver i és considerat el primer venedor de l'aigua de Font Vella.
Era mut i menut. Sempre amb barretina, tocava el flabiol i amb un carret portava càntirs d'aigua de la Font Vella fins al poble. El seu nom va servir per batejar uns dolços, els Jaumets de Can Forné, fets d'avellana creats per la pastisseria Fornés de la plaça de l'església i que encara es venen a Sant Hilari. El 2014 es va estrenar una obra musical dedicada a la seva memòria Jaumet, la joguina de Sant Hilari, creada per Jaume Fàbregas amb cançons de Toni Rossell. El 2013 el Taller el Drac Petit va realitzar una capgrós inspirat en la seva figura i l'agost s'organitza «La ruta d'en Jaume», una sèrie de visites guidades dedicades a l'aigua, a través de l'intineraris que feia habitualment.
Va néixer el 1871 i va morir l'any 1955, quan tenia entre 83 i 84 anys.